# Quilleco
Quilleco is een gemeente in de Chileense provincie Biobío in de regio Biobío. Quilleco telde 9.587 inwoners in 2017 en heeft een oppervlakte van 1122 km².